# Heterorepetobasidium subglobosum
Heterorepetobasidium subglobosum är en svampart som beskrevs av Chee J. Chen & Oberw. 2002. Heterorepetobasidium subglobosum ingår i släktet Heterorepetobasidium, ordningen Auriculariales, klassen Agaricomycetes, divisionen basidiesvampar och riket svampar.   Inga underarter finns listade i Catalogue of Life.